# Confuciusornis

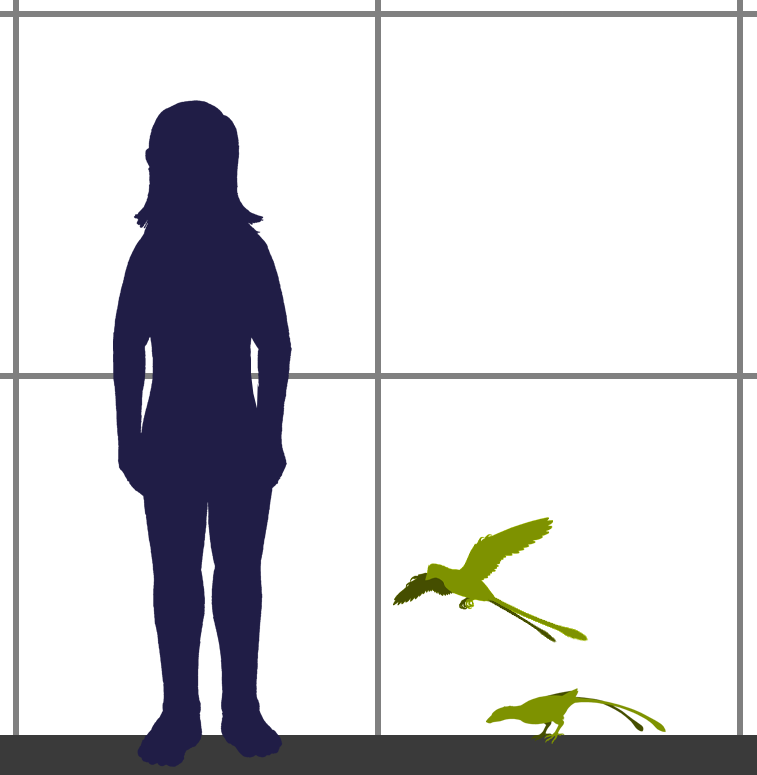
Rozměry zástupců rodu Confuciusornis v porovnání s člověkem

Confuciusornis („Konfuciův pták“) byl pravěký pták, který žil v období rané křídy před 125 až 120 miliony let na území současné Číny. Je řazen do dinosauří skupiny Avialae, skupiny pravých ptáků a jejich vyhynulých blízkých příbuzných. Confuciusornis byl objeven v Číně a představuje velmi početný a často nacházený fosilní druh praptáka.

## Popis
Confuciusornis dosahoval velikosti holuba, rozpětí křídel se odhaduje na 0,7 metru a hmotnost v rozmezí od 0,2 do 1,5 kilogramu. Délka těla činila asi 50 centimetrů. Měl peří a křídla, není známo, jestli byl schopen aktivního letu. Confuciusornis je nejstarším ptákem, který měl bezzubý zobák. Jednná se o nejlépe prozkoumaný druh druhohorního ptáka díky nálezu mnoha fosílií. Byl vývojově blíže dnešním ptákům než Hesperornis či známý Archaeopteryx, především stavbou těla. Confuciusornis byl pravděpodobně dravý pták živící se hmyzem a možná i drobnými obratlovci. Tvar prstních kůstek na nohou dokládá, že mohl žít predátorským způsobem života.
Skvěle dochovaná fosilie tohoto praptáka odhalila strukturu a tvar jeho zobáku, a to včetně keratinového povrchu. Tento exemplář byl formálně popsán v listopadu roku 2019. Zřejmě nebyl úzce potravně specializovaný, což dokládá zejména jeho dentice.
Výzkum vzorku 33 dlouhých kostí různých jedinců odhalil, že tento prapták rostl velmi rychle po vylíhnutí z vajíčka, až po dosažení dospělé velikosti. Pak se jeho ontogenetický vývoj výrazně zpomalil a po další 3 až 4 roky se rozvíjel, než dosáhl plné skeletární dospělosti (maximálního vzrůstu).
U dvou jedinců byly objeveny stopy po ramfotéce - keratinovém pokryvu zobáku, který byl pravděpodobně rozšířen u všech zástupců této skupiny bazálních bezzubých avialanů.

### Druhy
Je rozlišováno pět validních (vědecky platných) druhů tohoto rodu: C. sanctus (1995), C. dui (1999), C. feducciai (2009), C. jianchangensis (2010) a C. shifan (2022).

### Létání
Předpokládalo se[kdo?], že Confuciusornis byl výborný letec, ovšem dnes[kdy?] je tato teorie zavrhována. Confuciusornis totiž neměl příliš silné a tlusté peří. Proto byl pravděpodobně schopen klouzavého letu, při kterém seskočil se stromu a doplachtil na jiný strom, ale dopadl níže – podobně jako například letucha. Výzkumy ukázaly, že tento druh praptáka měl již druhotnou chrupavku na své kosti sáňkové (furkule), což mohlo jeho letové schopnosti výrazně vylepšovat.
Koncem roku 2023 byla publikována odborná práce, jejímž závěrem je, že Confuciusornis dokázal efektivně létat po delší časové úseky díky kombinaci mávání křídli a využití klouzavého letu.

### Opeření
Na začátku roku 2010 skupina vědců vedená Zhangem Fuchengem prozkoumala melanozomy (organely pigmentových buněk, které kdysi obsahovaly kožní barvivo) a zjistila, že měl po těle odstíny šedé, červenohnědé a černé. Zbarvení a vzory na opeření tohoto praptáka byly velmi pestré a komplexní. Zřejmě sloužily jako krycí zbarvení, umožňující uniknout pozornosti predátorů.
Vědecká práce, publikovaná v září roku 2023 ukázala, že v opeření konfuciusornise a dalších opeřených teropodů se mohou dochovat organické molekuly, konkrétně původní proteiny.